# 법무법인 중정

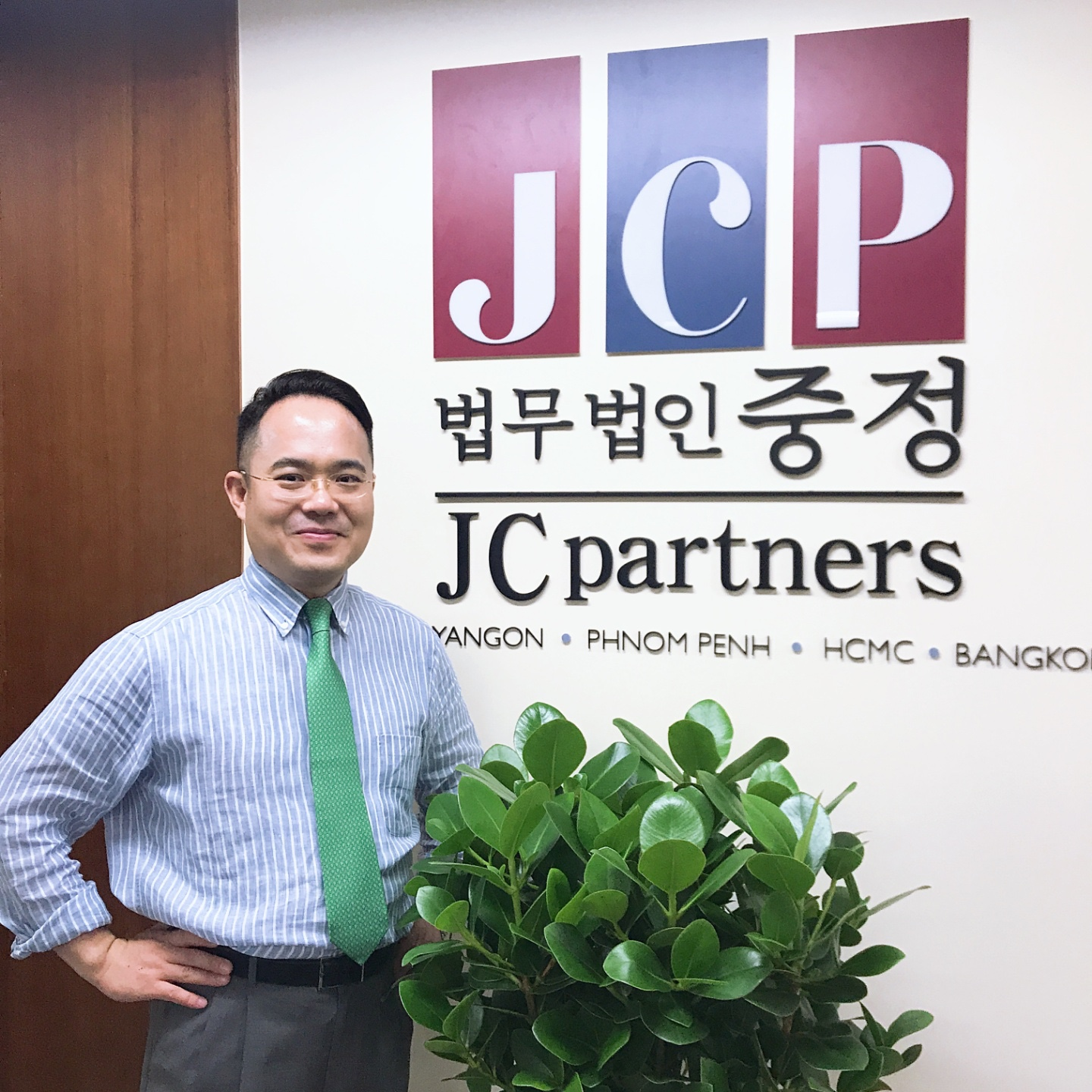
법무법인 중정 사무실

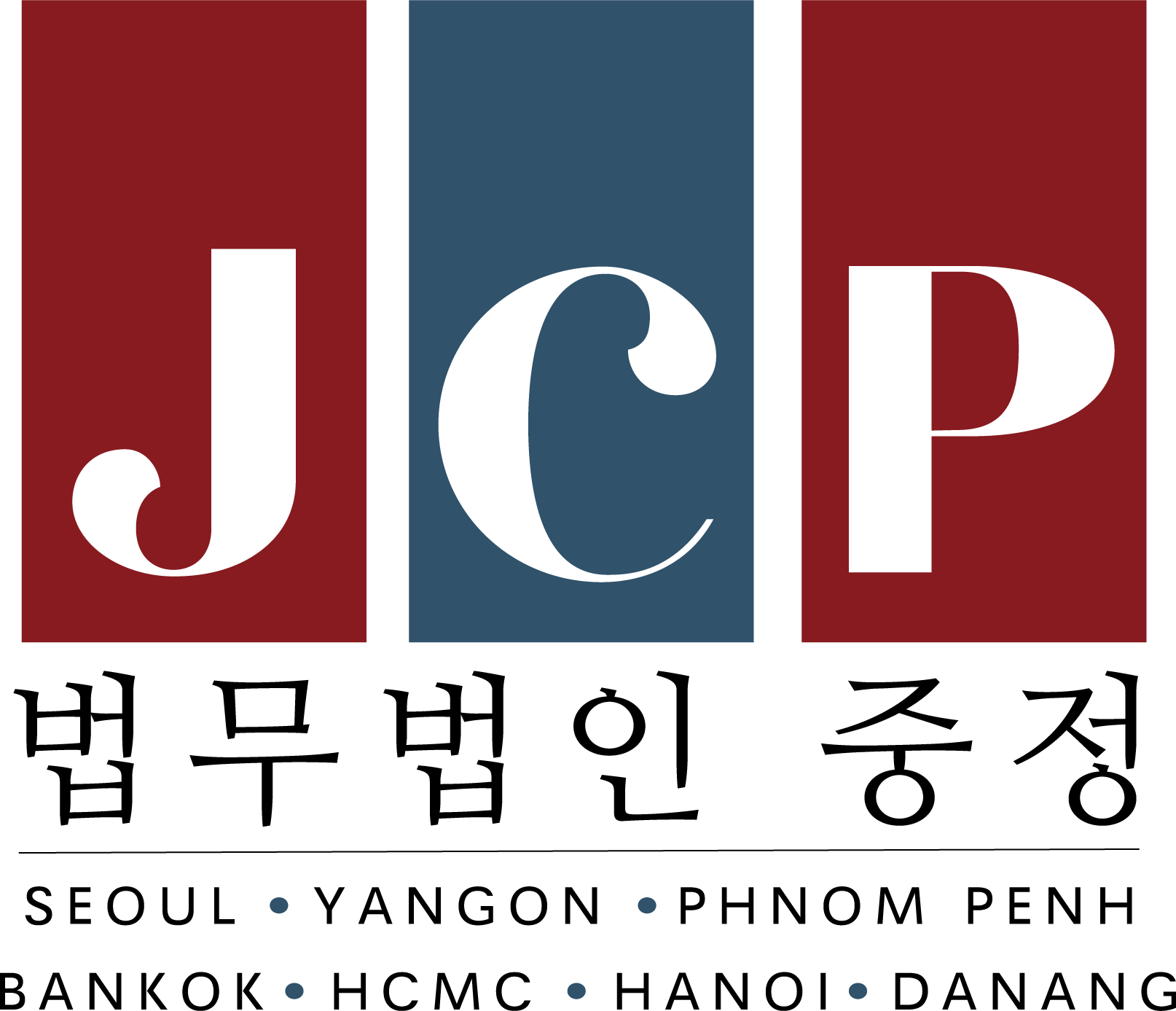
법무법인 중정 공식 로고

법무법인 중정(한자:法務法人 重精, 영문: JC Partners)은 대한민국의 법무법인으로 2012년 5월 3일 정경석 변호사에 의해 설립되었다. 미국 뉴욕주 변호사로서 '예술법' 저서를 출간한 미국 변호사 Kathleen E. Kim(김은선, 홍익대 겸임교수), 동남아 전문 이경천 미국 변호사, 10년 넘게 동남아에 상주하면서 동남아 시장을 개척하고 있는 유정훈 변호사, 가수 겸 프로듀서 출신으로 그룹 '뱅크럽시'의 멤버인 허성훈 변호사, 프놈펜 지사 수석 담당 김철웅 변호사, 양길모 변호사 등이 지식재산, 엔터테인먼트, 스포츠, 문화콘텐츠, 기업회생, 국제거래, 국제분쟁, 해외시장 진출, 특히, 아세안 국가 진출, 국내 거주 외국인들의 임금, 체류자격, 소송 등 분야에서 두각을 나타내고 있다.